# 魅族17系列
魅族17系列是魅族科技于2020年5月8日在珠海通过线上发布会发布的基于Android系统的旗舰手机系列，包括魅族17与魅族17 Pro。魅族17系列采用了屏幕右上角单挖孔的全面屏，搭载骁龙865处理平台，背部横置四摄与环形闪光灯。

## 设计
魅族17共有“松深入墨”、“十七度灰”与“AG 梦幻独角兽”三款配色，另外还联名中船文科发行“航母限定版”，纪念中国海军航母山东舰（CV-17）入列。“松深入墨”与“十七度灰”均采用玻璃背板，而“AG 梦幻独角兽”与“航母限定版”均采用AG磨砂玻璃背板。“航母限定版”背面还有“17”与飞行甲板等元素。2020年8月3日，魅族官方宣布上架“AG 星际灰”与“AG 原野绿”配色，这两个配色亦均采用AG磨砂玻璃背板设计。
而魅族17 Pro采用陶瓷背板，发布时共有“乌金”、“定白”、“天青”三种配色，后在2020年7月15日宣布“月白天青”配色。魅族还联名晓芳窑推出“晓芳窑艺术典藏版”，其采用天青配色与白色前面板。
魅族17系列前面板分黑、白两色。魅族17的“AG梦幻独角兽”与魅族17 Pro的“定白”和“月白天青”配色及“晓芳窑艺术典藏版”采用了白色前面板，剩余配色均采用黑色前面板。
魅族17系列背面采用横置“五环”四摄设计，最中间采用了魅族经典的环形闪光灯，在发布之前被网友戏称“防爆盾”设计。
魅族17系列采用“全平衡”设计，经过内部结构调整与元件排布达到配重平衡效果，同时正面采用屏幕右上角小挖孔全面屏设计，挖孔直径2.99mm，底部采用COF封装工艺，屏幕底宽3.3mm，屏占比达到92.2%。

## 性能与网络
魅族17系列全系搭载高通骁龙865处理平台及UFS 3.1闪存，魅族17搭载LPDDR4x内存，而魅族17 Pro搭载LPDDR5内存。全系支持全功能NFC功能。
魅族17系列配备6.6寸三星AMOLED全面屏，分辨率为2340x1080，PPI达到390。出厂时支持90Hz刷新率，经过后续系统更新可以升级至120Hz刷新率。
续航方面，魅族17与魅族17 Pro均搭载4500mAh电池及30W有线快充。魅族17 Pro支持最高27W无线快充，但魅族17不支持无线充电。
作为魅族第一款5G手机，魅族17系列搭载了官方称之为“mSmart 5G”的5G技术，该技术包括“高铁模式”、“地铁模式”、“高速模式”、“智能切卡”等功能，并将开源。魅族17系列还支持WiFi 6技术，并支持WiFi 6热点共享。另外，魅族17系列还配有“360°智能环绕天线”以保持信号稳定。

魅族17系列全系配备光学屏下指纹。

## 影音功能
魅族17系列搭载官方称之为“全场景影像系统”的四摄系统。
魅族17主摄搭载6400万像素的IMX686，副摄则是1300万像素的IMX362，其还搭载有一个118°的800万像素超广角镜头（三星S5K4H7）与一个500万像素三星S5K5E9微距镜头。
而魅族17 Pro主摄同样是IMX686，副摄则是800万像素OV08A10，其副摄同时兼具长焦功能。17 Pro的超广角镜头升级为IMX616，此传感器为3200万像素，支持最大129°的超广角拍摄。最后一个镜头是三星的ToF镜头S5K33D，其仅有30万像素。此ToF镜头与iPad Pro 2020上新增的“激光雷达扫描仪”（LiDAR）相似，均利用“直接飞行时间”（dToF）实现功能。与iPad Pro 2020的LiDAR一体式设计不同的是，魅族17 Pro上的ToF镜头采用了分体式，即发射端（位于环形闪光灯中间）与接收端（ToF镜头）分离。
魅族17全系不支持光学防抖（OIS），不过魅族通过后期的系统更新（OTA）更新了相机视频防抖。
魅族17系列还搭载双超线性扬声器及自魅族16s以来沿用的mEngine 3.0横向（X轴）线性马达。

## 软件
魅族17系列搭载基于Android 10的Flyme 8.1系统。